# Platystele reflexa
Platystele reflexa är en orkidéart som beskrevs av Carlyle August Luer. Platystele reflexa ingår i släktet Platystele och familjen orkidéer.
Artens utbredningsområde är Ecuador. Inga underarter finns listade i Catalogue of Life.